# Carção
Carção es una freguesia portuguesa del municipio de Vimioso, con 27,60 km² de superficie y 388 habitantes (2021). Su densidad de población es de 14,0 hab/km².